# Stung Treng
Stung Treng é uma província localizada no norte do Camboja. Sua capital é a cidade de Stung Treng. Possui uma área de 11.092 km². Em 2008, sua população era de 111.734 habitantes.
Antigamente chamada Xieng Teng, a província pertenceu ao Império Khmer, depois ao reino lao de Lan Xang e posteriormente ao Reino de Champasak. Foi cedida ao Camboja novamente durante o período da Indochina Francesa.
A província está subdividida em 5 distritos:
- 1901 Sesan
- 1902 Siem Bouk
- 1903 Siem Pang
- 1904 Stung Treng
- 1905 Thala Barivat